# Джама масджид (Мумбаи)
Джа́ма-масджид — мечеть в Мумбаи, Индия.
Первая мечеть, возведённая в 1770 году, была уничтожена в соответствии с заказом губернатора Уильяма Хорнбея, который запретил существование какого-либо здания в пределах 600 ярдов от стен Форта. Строительство существующей мечети началось в 1775 году, но работа над ней была закончена только в 1802 году. Мечеть представляет собой четырёхугольное здание из кирпича и камня, окружённое кольцом террасных настеленей на крышу и надстройкой двойной мансарды. Главные восточные ворота ведут к древнему резервуару, заполненному водой. Над резервуаром стоит 16 чёрных каменных арок, которые поддерживают всю мечеть.